# Свети Иван Зелина
Свети Иван Зелина је град у Хрватској у Загребачкој жупанији. Према првим резултатима пописа из 2011. у граду је живело 15.990 становника, а у самом насељу је живело 2.749 становника.

## Географија
Град Свети Иван Зелина налази се на југоисточним падинама Медведнице, 37 километара североисточно од Загреба, уз долину реке Лоње. Кроз град пролази магистрални пут Загреб — Вараждин.

## Историја
Свети Иван Зелина се први пут спомиње 1185. године, а привилегије слободнога града добија од бана Микца 1328. године. Настао је око цркве светог Ивана Крститеља, чији је празник 24. јуна и дан града.
Почетком 20. века православни Срби мештани чинили су православну парохијску филијалу, која је припадала парохији - селу Салник.

## Становништво

### Град Свети Иван Зелина

#### Број становника по пописима
| Националност   | 2001.  | 1991.  | 1981.  | 1971.  | 1961.  | 1953.  | 1948.  | 1931.  | 1921.  | 1910.  | 1900.  | 1890.  | 1880.  | 1869.  | 1857. |
| бр. становника | 16.268 | 15.552 | 15.592 | 16.051 | 16.666 | 17.524 | 17.695 | 17.885 | 17.035 | 16.986 | 15.056 | 13.320 | 11.441 | 10.439 | 9.347 |

- напомене:

Настао из старе општине Свети Иван Зелина. Од 1857. до 1991. део података садржан је у општини Орле, а до 1961. у општини Пресека.

### Свети Иван Зелина (насељено место)

#### Број становника по пописима
| Националност   | 2001. | 1991. | 1981. | 1971. | 1961. | 1953. | 1948. | 1931. | 1921. | 1910. | 1900. | 1890. | 1880. | 1869. | 1857. |
| бр. становника | 2.772 | 2.535 | 2.188 | 1.738 | 1.241 | 1.164 | 1.050 | 986   | 908   | 986   | 946   | 848   | 722   | 759   | 624   |

- напомене:

Од 1953. до 1981. исказивано под именом Зелина.

## Попис1991.
На попису становништва 1991. године, насељено место Свети Иван Зелина је имало 2.535 становника, следећег националног састава:
| Попис 1991.‍   | Попис 1991.‍  | Попис 1991.‍ | Попис 1991.‍ | Попис 1991.‍ |
| ------------- | ------------ | ----------- | ----------- | ----------- |
|               |              |             |             |             |
| Хрвати        | Хрвати       |             | 2.389       | 94,24%      |
| Срби          | Срби         |             | 26          | 1,02%       |
| Албанци       | Албанци      |             | 22          | 0,86%       |
| Југословени   | Југословени  |             | 20          | 0,78%       |
| Муслимани     | Муслимани    |             | 9           | 0,35%       |
| Словенци      | Словенци     |             | 6           | 0,23%       |
| Мађари        | Мађари       |             | 3           | 0,11%       |
| Црногорци     | Црногорци    |             | 3           | 0,11%       |
| Пољаци        | Пољаци       |             | 1           | 0,03%       |
| Чеси          | Чеси         |             | 1           | 0,03%       |
| остали        | остали       |             | 1           | 0,03%       |
| неопредељени  | неопредељени |             | 17          | 0,67%       |
| регион. опр.  | регион. опр. |             | 2           | 0,07%       |
| непознато     | непознато    |             | 35          | 1,38%       |
| укупно: 2.535 |              |             |             |             |